# Кубок Украины по футболу 2017/2018
Кубок Украины по футболу 2017—2018 (укр. Кубок України з футболу 2017—2018, официальное название — Датагруп Кубок Украины по футболу) — 27-й розыгрыш кубка Украины, который проходил с 9 июля 2017 года по 9 мая 2018 года.

## Участники
В этом розыгрыше Кубка принимали участие 12 команд-участников Премьер-лиги 2017/18, 18 команд-участников Первой лиги 2017/18, 21 команда-участников Второй лиги 2017/18, а также две любительские команды.
| Клубы Премьер-лиги: - ФК «Александрия» - «Верес» (Ровно) - «Ворскла» (Полтава) - «Динамо» (Киев) - «Заря» (Луганск) - «Звезда» (Кропивницкий) - ФК «Мариуполь» - «Карпаты» (Львов) - «Олимпик» (Донецк) - «Сталь» (Каменское) - «Черноморец» (Одесса) - «Шахтер» (Донецк) | Клубы первой лиги: - «Авангард» (Краматорск) - «Арсенал-Киев» - «Балканы» (Заря) - «Волынь» (Луцк) - «Гелиос» (Харьков) - «Горняк-спорт» (Горишние Плавни) - «Десна» (Чернигов) - «Жемчужина» (Одесса) - «Ингулец» (Петрово) - «Колос» (Ковалёвка) - «Кремень» (Кременчуг) - МФК «Николаев» - «Нефтяник-Укрнефть» (Ахтырка) - «Оболонь-Бровар» (Киев) - ФК «Полтава» - «Рух» (Винники) - ПФК «Сумы» - «Черкасский Днепр» (Черкассы) | Клубы второй лиги: - «Арсенал-Киевщина» (Белая Церковь) - «Агробизнес» (Волочиск) - «Буковина» (Черновцы) - ФК «Днепр» - «Днепр-1» (Днепр) - ФК «Львов» - «Металлист 1925» (Харьков) - «Мир» (Горностаевка) - «Металлург» (Запорожье) - «Нива» (Тернополь) - «Нива-В» (Винница) - ФК «Никополь» - «Подолье» (Хмельницкий) - «Прикарпатье» (Ивано-Франковск) - «Полесье» (Житомир) - «Реал Фарма» (Одесса) - «Скала» (Стрый) - «Судостроитель» (Николаев) - ФК «Тернополь» - «Таврия» (Симферополь) - «Энергия» (Новая Каховка) | Любительские команды - СКК «Демня» (Демня) - «Чайка» (Петропавловская Борщаговка) |

## Первый раунд
На первом этапе сыграли 26 команд. Жеребьевка состоялась 30 июня 2017 года, матчи прошли 9 и 10 июля.
| №  | Команда 1                            | Команда 2                       | Счет         |
| -- | ------------------------------------ | ------------------------------- | ------------ |
| 1  | «Металлург» (Запорожье)              | «Полесье» (Житомир)             | 0:2          |
| 2  | ФК «Никополь»                        | «Мир» (Горностаевка)            | 1:0          |
| 3  | «Днепр-1» (Днепр)                    | «Буковина» (Черновцы)           | 5:0          |
| 4  | «Чайка» (Петропавловская Борщаговка) | «Рух» (Винники)                 | 0:2          |
| 5  | «Подолье» (Хмельницкий)              | «Нива-В» (Винница)              | 1:3          |
| 6  | ФК «Тернополь»                       | «Агробизнес» (Волочиск)         | 1:1 (п. 3:5) |
| 7  | СКК «Демня»                          | ФК «Днепр»                      | 2:1          |
| 8  | ФК «Львов»                           | «Кремень» (Кременчуг)           | 2:0          |
| 9  | «Реал Фарма» (Одесса)                | «Энергия» (Новая Каховка)       | 1:3          |
| 10 | «Арсенал-Киевщина» (Белая Церковь)   | «Прикарпатье» (Ивано-Франковск) | 0:3          |
| 11 | «Нива» (Тернополь)                   | «Металлист 1925» (Харьков)      | 2:2 (п. 4:3) |
| 12 | «Судостроитель» (Николаев)           | «Балканы» (Заря)                | 0:2          |
| 13 | «Таврия» (Симферополь)               | «Скала» (Стрый)                 | +:-          |

## Второй раунд
В этом раунде примет участие 28 команд. 15 команд первой лиги и 13 победителей первого этапа. Жеребьевка состоялась 13 июля, базовый день матчей - 26 июля.
| №  | Команда 1                 | Команда 2                        | Счет         |
| -- | ------------------------- | -------------------------------- | ------------ |
| 1  | «Авангард» (Краматорск)   | МФК «Николаев»                   | 1:0          |
| 2  | «Гелиос» (Харьков)        | «Оболонь-Бровар» (Киев)          | 0:0 (п. 3:1) |
| 3  | «Ингулец» (Петрово)       | ФК «Полтава»                     | 3:1          |
| 4  | «Нива» (Тернополь)        | «Прикарпатье» (Ивано-Франковск)  | 0:2          |
| 5  | «Энергия» (Новая Каховка) | «Жемчужина» (Одесса)             | 1:4          |
| 6  | «Рух» (Винники)           | «Горняк-спорт» (Горишние Плавни) | 1:3          |
| 7  | «Десна» (Чернигов)        | «Балканы» (Заря)                 | 4:0          |
| 8  | «Агробизнес» (Волочиск)   | «Нефтяник-Укрнефть» (Ахтырка)    | 2:2 (п. 5:4) |
| 9  | «Колос» (Ковалёвка)       | «Черкасский Днепр» (Черкассы)    | 3:2          |
| 10 | «Таврия» (Симферополь)    | «Нива-В» (Винница)               | 2:1          |
| 11 | СКК «Демня»               | «Полесье» (Житомир)              | 1:0          |
| 12 | ФК «Никополь»             | «Арсенал-Киев»                   | 0:1          |
| 13 | ФК «Львов»                | «Волынь» (Луцк)                  | 3:0          |
| 14 | «Днепр-1» (Днепр)         | ПФК «Сумы»                       | 2:0          |

## Третий раунд
В этом раунде примет участие 20 команд. 6 команд премьер-лиги (4 команды группы Вылета сезона 2016/17 + 2 новичка УПЛ) и 14 победителей второго раунда. Жеребьевка состоялась 4 августа, базовый день 20 сентября 2017 года.
| №  | Команда 1                       | Команда 2                        | Счет         |
| -- | ------------------------------- | -------------------------------- | ------------ |
| 1  | «Авангард» (Краматорск)         | «Ворскла» (Полтава)              | 0:2          |
| 2  | «Колос» (Ковалёвка)             | ФК «Мариуполь»                   | 1:2          |
| 3  | «Жемчужина» (Одесса)            | «Сталь» (Каменское)              | 1:1 (п. 1:4) |
| 4  | «Ингулец» (Петрово)             | «Арсенал-Киев»                   | 0:0 (п. 5:6) |
| 5  | «Гелиос» (Харьков)              | «Десна» (Чернигов)               | 1:2          |
| 6  | «Днепр-1» (Днепр)               | «Горняк-спорт» (Горишние Плавни) | 1:0          |
| 7  | «Таврия» (Симферополь)          | «Звезда» (Кропивницкий)          | 3:2          |
| 8  | «Агробизнес» (Волочиск)         | «Верес» (Ровно)                  | 1:2          |
| 9  | СКК «Демня»                     | ФК «Львов»                       | 1:2          |
| 10 | «Прикарпатье» (Ивано-Франковск) | «Карпаты» (Львов)                | 2:1          |

## 1/8 финала
В этом раунде приняло участие 16 команд. 6 команд премьер-лиги (Чемпионская группа сезона 2016/17) и 10 победителей третьего раунда. Базовый день 25 октября 2017 года.
| № | Команда 1                       | Команда 2             | Счет           |
| - | ------------------------------- | --------------------- | -------------- |
| 1 | «Арсенал-Киев»                  | «Верес» (Ровно)       | 0:1            |
| 2 | «Таврия» (Симферополь)          | ФК «Мариуполь»        | 0:5            |
| 3 | «Ворскла» (Полтава)             | «Олимпик» (Донецк)    | 2:0            |
| 4 | «Прикарпатье» (Ивано-Франковск) | «Десна» (Чернигов)    | 0:2            |
| 5 | «Днепр-1» (Днепр)               | «Черноморец» (Одесса) | 0:0 (пен. 8:7) |
| 6 | «Заря» (Луганск)                | «Шахтер» (Донецк)     | 3:4            |
| 7 | ФК «Львов»                      | «Сталь» (Каменское)   | 1:1 (пен. 5:3) |
| 8 | ФК «Александрия»                | «Динамо» (Киев)       | 2:3            |

## Четвертьфинал
На этом этапе участие приняло 8 команд, то есть победители пар в 1/8 финала. Базовый день проведения матчей 29 ноября 2017 года.
| № | Команда 1           | Команда 2         | Счет       |
| - | ------------------- | ----------------- | ---------- |
| 1 | «Ворскла» (Полтава) | ФК «Мариуполь»    | 1:2        |
| 2 | «Десна» (Чернигов)  | «Динамо» (Киев)   | 0:2        |
| 3 | ФК «Львов»          | «Днепр-1» (Днепр) | 1:2 (д.в.) |
| 4 | «Шахтер» (Донецк)   | «Верес» (Ровно)   | 4:0        |

### Результаты
| «Ворскла» (Полтава) | 1:2      | ФК «Мариуполь»               |
| ------------------- | -------- | ---------------------------- |
| Кулач 13′           | протокол | Борячук 24′ · Тотовицкий 77′ |

| «Десна» (Чернигов) | 0:2      | «Динамо» (Киев)         |
| ------------------ | -------- | ----------------------- |
|                    | протокол | Гармаш 7′ · Русин 90+4′ |

| ФК «Львов»   | 1:2 (доп. вр.) | «Днепр-1» (Днепр)          |
| ------------ | -------------- | -------------------------- |
| Кисленко 23′ | протокол       | Снижко 75′ · Поплавка 119′ |

| «Шахтер» (Донецк)                                         | 4:0      | «Верес» (Ровно) |
| --------------------------------------------------------- | -------- | --------------- |
| Феррейра 8′ · Бернард 45′ · Марлос 63′ · Бланко Лещук 83′ | протокол |                 |

## Полуфинал
На этом этапе участие приняли 4 команды, то есть победители четвертьфиналов. Базовый день 18 апреля 2018 года.
| № | Команда 1         | Команда 2       | Счет |
| - | ----------------- | --------------- | ---- |
| 1 | «Днепр-1» (Днепр) | «Динамо» (Киев) | 1:4  |
| 2 | «Шахтер» (Донецк) | ФК «Мариуполь»  | 5:1  |

## Финал
В финал выходят победители полуфиналов. Базовый день проведения матча 9 мая 2018 года.
| «Динамо» (Киев) | 0:2      | «Шахтер» (Донецк)           |
| --------------- | -------- | --------------------------- |
|                 | Протокол | Феррейра 48′ · Ракицкий 62′ |